# Justin Hubner
Justin Hubner, né le 14 septembre 2003 à Bois-le-Duc aux Pays-Bas, est un footballeur international indonésien. Il évolue actuellement au Fortuna Sittard au poste de défenseur central

## Biographie
Le 2 janvier 2024, il fait ses débuts internationaux avec l'Indonésie.